# Nikon (Rklicki)
Nikon, imię świeckie Nikołaj Pawłowicz Rklickij (ur. 22 listopada?/4 grudnia 1892 w Borkach, zm. 21 sierpnia 1976 w Nowym Jorku) – biskup Rosyjskiego Kościoła Prawosławnego poza granicami Rosji.

## Życiorys
Urodził się w rodzinie duchownego prawosławnego. W 1911 ukończył seminarium duchowne w Czernihowie. W 1915 ukończył studia prawnicze na Uniwersytecie św. Włodzimierza w Kijowie. W tym samym roku został zatrudniony w Wojskowym Biurze Dochodzeń. Równocześnie studiował w Szkole Artylerii w Kijowie i w Aleksandrowskiej Wojskowej Akademii Prawniczej w Petersburgu. Jako oficer artylerii uczestniczył w I wojnie światowej w latach 1914–1917. Po wybuchu rosyjskiej wojny domowej dołączył do białych w których szeregach walczył do 1920 roku, gdy przez Krym ewakuował się do Królestwa Serbów, Chorwatów i Słoweńców, osiadł w Belgradzie, gdzie ukończył kurs misjonarsko-teologiczny. Podjął współpracę z Wyższym Rosyjskim Zarządem Cerkiewnym. W czasie pobytu w Jugosławii był aktywnym publicystą monarchistycznym i wojskowym, redagując pisma „Wojennyj Wiestnik” i „Carskij Wiestnik”. Był bliskim współpracownikiem metropolity Antoniego (Chrapowickiego), którego teksty zbierał i publikował. Sam zaczął również tworzyć teksty teologiczne.
W sporach wśród emigracji rosyjskiej dotyczących kanoniczności Rosyjskiego Kościoła Prawosławnego poza granicami Rosji zdecydowanie bronił jego legalności. Opracował również biografie jego pierwszych zwierzchników: Antoniego (Chrapowickiego) i Anastazego (Gribanowskiego).
W wieku 48 lat, 24 września 1941, złożył wieczyste śluby mnisze przed metropolitą Anastazym (Gribanowskim), przyjmując imię Nikon. 1 października wyświęcony na hierodiakona, zaś 4 grudnia tego samego roku – na hieromnicha. Służył w rosyjskiej cerkwi Trójcy Świętej w Belgradzie. W lutym 1942 został jednym z kapelanów w Rosyjskim Korpusie Ochronnym i odniósł ranę w bitwie o Čačak w październiku 1944. 
Ewakuowany z Bałkanów do Niemiec, spotkał się w Karlowych Warach z metropolitą Anastazym, którego osobistym sekretarzem był od 1945 do 1946. W 1946 otrzymał godność archimandryty i wyjechał do Stanów Zjednoczonych. Został tam sekretarzem arcybiskupa Witalis (Maksimienki), ówcześnie ordynariusza eparchii zachodnioamerykańskiej i kanadyjskiej. Przyczynił się do powstania szeregu nowych parafii Kościoła w Stanach Zjednoczonych. 27 czerwca 1948 miała miejsce jego chirotonia na biskupa Florydy, biskupa pomocniczego eparchii zachodnioamerykańskiej. Był również jednym z pierwszych wykładowców seminarium duchownego przy monasterze Trójcy Świętej w Jordanville.
Od 1959 był arcybiskupem, zaś od 1960 – ordynariuszem eparchii waszyngtońskiej (z tytułem waszyngtoński i florydzki). Zmarł w 1976 i został pochowany w cerkwi św. Włodzimierza w Jackson po nabożeństwie żałobnym w soborze Ikony Matki Bożej „Znak” w Nowym Jorku.